# Copsychus niger
El shama de Palawan (Copsychus niger) es una especie de ave paseriforme de la familia Muscicapidae endémica del subarchipiélago de Palawan, en el suroeste de Filipinas.